# نيكولا توليمير
نيكولا توليمير (بالسلوفينية: Nikola Tolimir)‏ هو لاعب كرة قدم سلوفيني في مركز الوسط، ولد في 1 أبريل 1989 في سلوفينج غرادتس في سلوفينيا. شارك مع منتخب سلوفينيا تحت 21 سنة لكرة القدم. أما مع النوادي، فقد لعب مع نادي بياترا نيامتس ونادي رودار فيلينيه.

## وصلات خارجية
- نيكولا توليمير على موقع قاعدة بيانات كرة القدم.إي يو (الإنجليزية)
- نيكولا توليمير على موقع Soccerway.com (الإنجليزية)